# Салаш (Град Зайчар)
 Тази статия е за селото в Сърбия.  За селото в България вижте Салаш.  
Салаш (на сръбски: Салаш или Salaš) е село в Източна Сърбия, Зайчарски окръг, Град Зайчар. В 2002 година селото има 962 жители.

## История
При избухването на Балканската война в 1912 година един човек от Салаш е доброволец в Македоно-одринското опълчение.

## Личности
Родени в Салаш
- Станко Йосифов (1882 – ?), македоно-одрински опълченец, 3 рота на 7 кумановска дружина[2]